# Фридрих II (Цолерн)
Вижте пояснителната страница за други личности с името Фридрих II.
Фридрих II (на немски: Friedrich II * пр. 1125, † ок. 1142 или след 1145/1148) е граф на Цолерн от пр. 1125 до 1142/1145 г.
Той е син и наследник на граф Фридрих I († 1125) и Удилхилд фон Урах-Детинген († 1134), дъщеря на граф Егино II фон Урах († 1135).
Фридрих е в съюз с император Лотар III и на динстанция към Хоенщауфените. През 1138 г. обаче той се включва към тях в боевете против Велфите. Той разширява териториите си в Югозападна Германия. Фридрих е убит в една разправия.

## Деца
Фридрих има един син:
- Фридрих (1139 – 1200), граф на Цолерн, от 1192 бургграф на Нюрнберг